# تاريخ اليمن القديم
اليمن القديم هي مرحلة من تاريخ الديار اليمنية تشتمل على الحضارات الصيهدية بدايةً من الألفية الثانية قبل الميلاد حتى القرن السابع بعده. ينقسم التاريخ القديم لثلاث مراحل: الأولى مرحلة مملكة سبأ والثانية فترة الدول المستقلة وهي مملكة حضرموت ومملكة قتبان ومملكة معين والثالثة عصر مملكة حمير وهو آخر أدوار التاريخ القديم. مرت البلاد بعدة أطر من ناحية الفكر الديني بداية بتعدد الآلهة إلى توحيدها من قبل الحميريين. وشهدت البلاد تواجداً يهودياً منذ القرن الثاني للميلاد.
أغلب مصادر تاريخ اليمن القديم هي كتابات خط المسند بدرجة أولى تليها الكتابات اليونانية. أما كتابات النسابة والإخباريين بعد الإسلام فهي مصادر مهمة، ولكن لا يمكن الاعتماد عليها بشكل كامل لعدم قدرتهم قراءة خط المسند واتساع الهوة الزمنية بينهم وبين مملكة سبأ. كان لليمنيين القدماء نظام زراعي متطور، وعرفوا ببناء السدود الصغيرة في كل واد؛ وأشهر السدود اليمنية القديمة سد مأرب. ازدهرت تجارتهم وكونوا محطات وممالك صغيرة منتشرة في أرجاء الجزيرة العربية مهمتها حماية القوافل. أسسوا إحدى أهم ممالك العالم القديم المعروفة باسم ممالك القوافل، وعرفت بلادهم باسم بلاد العرب السعيدة في كتابات المؤرخين الكلاسيكية.

## تاريخ البحث العلمي

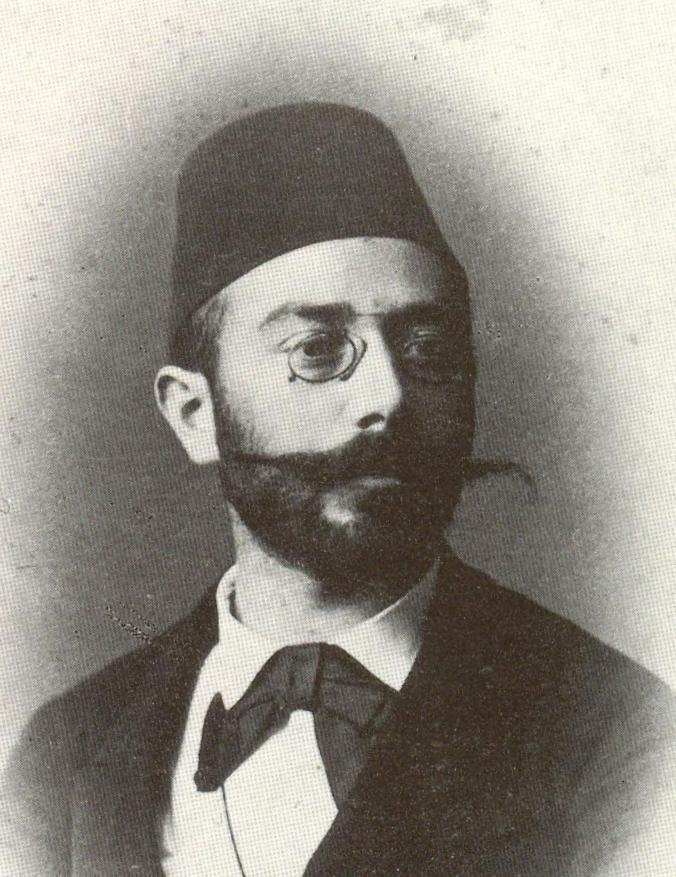
إدورد جلازر

كان للنمساويين الصدارة في دراسة النصوص اليمنية القديمة، وأشهر هولاء المستشرق إدورد جلازر الذي جمع خلال زياراته الثلاث إلى اليمن حوالي 1032 نقشًا قديمًا. وبالتعاون مع صديقه الفرنسي جوزيف هاليفي الذي درس وحده 800 نقش في القرن التاسع عشر، ودخل اليمن وتجول بأرجائها كيهودي متسول ليقي نفسه تحرشات القبائل. كانت هناك محاولات متواضعة من مستشرقين إيطاليين ودنماركيين في القرن السادس عشر إلا أنها لم تكن مثمرة. بعد الحرب العالمية الأولى، بدأ عدد من الباحثين المصريين والسوريين «كشيخ الآثريين» أحمد فخري، وله كتابان عن اليمن وتاريخها القديم، بزيارة اليمن والمشاركة في أعمال التنقيب والحفريات. أما أول أمريكي يزور اليمن فكان الباحث ويندل فيليبس وعدد آخر من الباحثين مثل ألبرايت وألبرت جام. ثم كان كتاب المؤرخ العراقي الراحل جواد علي المعنون المفصل في تاريخ العرب قبل الإسلام، وفيه أبدى الدكتور جواد رأيه في كثير من المسائل وأطروحات المستشرقين فلم يكن متوافقا معهم كليا ولا مجرد ناقل، بل تناول كتاباتهم وكتابات المؤرخين العرب بالنقد والتمحيص كذلك، فهي أبحاث علمية تحتمل الخطأ والصواب.
في عام 1987 أشرف الباحث الألماني فيرنر داوم على كتاب جماعي ضخم بعنوان «اليمن: ثلاثة آلاف سنة من الفن والحضارة في العربية السعيدة»، تطرق فيه أربعون باحثا إلى مجمل مناحي تاريخ اليمن القديم والفنون والتماثيل والمعتقدات الديني وغيرها، ونشر الكتاب بنسختين ألمانية وإنجليزية. المكتشف من نصوص خط المسند يمثل نسبة ضئيلة للغاية من تاريخ سبأ واليمن بشكل عام، والدراسات قليلة وغير وافية ومعظم النقوش نُسخ من قِبل رحالة ومستشرقين دخلوا اليمن متنكرين خوفاً على حياتهم، ولم تتوفر لهم فرصة لدراسة النصوص والمعابد بشكل دقيق. فضلاً أن كل المُكتشف الذي تم دراسته عثر عليه على ظاهر الأرض، وما تحتها يتجاوز ذلك. هذه معوقات لا تسمح بتكوين صورة دقيقة ومكتملة عن التطور السياسي للسبئيين وهو ما فتح باباً للجدال واختلاف الآراء والتفسيرات حول دلالات المُكتشف من النصوص. وللأسف فإن الأبحاث الأثرية الحديثة في اليمن تتعرض لمضايقات وعرقلة بسبب الاضطرابات السياسية المتواصلة.
يجب أن تُقرأ كتابات النسّابة وأهل الأخبار بحذر وتمحيص شديد لأن مجال الوضع والاختلاق فيها واسع. ولاحظ الباحثون في العصر الحديث أن الموارد الإسلامية تحتوي شيئاً من الصحة عن التاريخ العربي قبل الإسلام إذا تعلق الأمر بالقرن السادس الميلادي على أكثر تقدير. كان المؤرخون المسلمون يعتمدون على الشعر لإثبات حوادث تاريخية، فيزعمون أن ملكاً أو فارساً أنشد شعراً في موقعة ما وبذلك تكون الفكرة التي أرادوا إيصالها مثبتة تاريخياً في نظرهم، ووصل بهم الأمر إلى نسب أبيات شعرية إلى آدم بل إبليس نفسه. وحتى إن نقلوا من مصادر مدونة فإنهم يقحمون آراءهم وينقلون عنها من منطلق الواعظ والناصح. لذلك اختلف المؤرخون المسلمون عن اليونان والبيزنطيين كثيراً: فكتابات اليونان وإن عابتها توجهات سياسية إلا أنها أكثر موثوقية.
وعلى هذا فإن قصص الإخباريين والنسابة ضعيفة ما تعلق الأمر بالتاريخ العربي قبل الإسلام عموماً والتاريخ اليمني بشكل خاص لأن اليمنيين كانوا يدونون بخط المسند وذكروا في كتابات اليونان والبيزنطيين ومع ذلك لم يكلف النسابة والإخباريين أنفسهم الرجوع لتلك المصادر باستثناء قليل منهم كان على اطلاع على كتابات السريان. وقد تنبه مؤرخون مسلمون في عصور لاحقة لذلك وانتقدوا أساليب من سبقهم مثل ابن خلدون. ولكن من بين الإخباريين الذين بذلوا جهداً معقولاً في هذا الجانب كان المؤرخ والجغرافي اليمني أبو محمد الهمداني مؤلف صفة جزيرة العرب، إذ كان من القلائل الذين حاولوا قراءة نصوص المسند على الأقل، وقد زار المواقع الأثرية بنفسه ودون ما رآه وهو مجهود لم يفعله أحد من المؤرخين المسلمين. ولكنه مع ذلك وقع في أخطاء فادحة 

### الأصول

منحوتة لامرأة تعود إلى الألفية الثالثة قبل الميلاد أو بدايات الثانية (القرن العشرين ق.م)

ليس من الواضح ما إذا كانت هذه الحضارات القديمة منبثقة من حضارات بدائية قامت في العصر البرونزي (امتدادًا للعصور الحجرية) في اليمن أم أنهم نازحون من مناطق أخرى خلال العصر الحديدي. البعض يعتقد أن السبئيين وغيرهم كانوا امتداداً لحضارات بدائية قديمة جداً قامت في اليمن، إلا أن الارتباط اللغوي للعرب الجنوبيين مع الكنعانيين بالذات يرجح نزوحهم إلى الجنوب على رأي علماء المدرسة الألمانية. وتبقى هذه مجرد نظرية، فسبب النزوح إن حدث فعلا لا يزال غير معروف. اكتشفت كتابة مصرية عن تلقي تحتمس الثالث هدايا من يمنيين  في القرن الخامس العشر قبل الميلاد، وهذه الهدايا كانت بخورًا مما يدل على قدم سيطرة اليمنيين على مناطق إنتاج البخور ويضعف فرضية النزوح في العصر الحديدي. كشفت أبحاث قصيرة في عام 2001 عن وجود حضارة زراعية تعود إلى الألفية الرابعة قبل الميلاد.
ذكرت التوراة ما يٌفترض أنه نسب سبأ ثلاث مرات مختلفة فذكر سبأ من نسل الشخصية التوراتية إبراهيم من ولد اسمه «قيشان» كان شقيقاً لمدين الذي أنجب ديدان. وذكرت التوراة كذلك أن السبئيين كانوا يغيرون على أيوب ويسرقون بقره ويقتلون الأطفال وهي تعطي دلالة أن عدداً من السبئيين كان بدواً ويغيرون على المزارعين في مواقع قريبة من اليهود. وذكرت التوراة أيضا سبأ بوصفه شقيقاً لحضرموت ومن أبناء يقطان بن عابر وهو الادعاء الذي تمسك به النسابة والإخباريون المسلمون. وأنهم كانوا يسكنون «ميشع» ونزحو إلى «سفار»، ويعتقد الباحثون أن المقصود بسفار عند اليهود هو ظفار يريم. وذكروا سبأ من نسل كوش وهي إشارة لشرق أفريقيا. إن أثبت هذا التعدد شيئاً، فهو امتداد نفوذ السبئيين إلى عدة مناطق، وتعدد المناطق التي قدمت منها القوافل السبئية خلط الأمور على اليهود.
ذكر الباحثون في سياسة العرب الجنوبيين تكوين مستعمرات وتمهيد الطرق للقوافل، وبناءً على ذلك فلا شك أن جماعة من السبئيين كانوا يسكنون على مقربة من أرض كنعان. وقد عثرت بعثة اسكتشاف أمريكية على آثار من النحاس والحديد وكتابات بخط المسند تعود إلى القرن الثامن ق.م في موقع تل الخليفة بالأردن يرى الباحثون أن لها علاقة بالمعينيين في العلا. هذا لا يعني اعتبار التوراة مرجعًا ولكن الوارد فيها قد يعطي لمحة لبعض التواريخ. وقد عثر الأثريون على كتابات سبئية ومعينية في مختلف أرجاء شبه الجزيرة العربية في قرية الفاو بل في العراق كذلك في موقع وركاء على شاهد قبر قديم. واكتشفت كتابات معينية في ميناء عصيون جابر وهو حسب العهد القديم أحد الموانئ المهمة للملك سليمان وكتابات مشابهة في القطيف. ورد في نصوص سومرية كلمة «سبا» في كتابة «لجش تلو» ويعتقد أن المقصود أرض سبأ وذلك منتصف الألفية الثالثة قبل الميلاد.، وقال هومل أن كلمة «سابوم» الواردة في نصوص لملوك أور هي ذاتها سبأ المذكورة في العهد القديم والقرآن.
كان التبادل التجاري مبلغ علم العبرانيين، فلا يوجد في كتبهم سوى أن السبئيين كانوا أثرياء وتجار بخور ولبان وأحجار كريمة. المهم في هذه الكتابات اليهودية هو توصيفها لحال الجزء الجنوبي من الجزيرة العربية. وقد وجدت كتابات تصف وضعا مشابها في كتابات اليونانيين والرومان. كانت الكتابات اليونانية في البداية مبالغًا فيها ويشوبها عنصر الأسطورة ولكنها تحسنت بعد الاتصال المباشر لليونانيين باليمنيين القدماء. زيادة أطماع اليونان السياسية كانت دافعًا لهم لدراسة الجزء الجنوبي من الجزيرة العربية، ودراسة مواطن ضعفه حتى أنهم خزنوا ما كتبوه عن اليمن القديم في خزانة مكتبة الإسكندرية واعتبروه من أسرار الدولة التي لا يطلع عليها العامة.
أما الوارد بشأن جرهم وإسماعيل فهي قصص متأثرة بتراث ديني والتأكد منها من ناحية الآثار يكاد يكون مستحيلا. ورد اسم قحطان ولكن في كتابات مسندية متأخرة للغاية عن القرن الثاني عشر أو التاسع قبل الميلاد، ولم تكن بالصورة التي صورها الإخباريون؛ فقد جاء ذكر  قحطن  كاسم أرض تابعة لأحد ملوك كندة. رغم أن عدد النقوش والآثار المكتشفة يتجاوز العشرة الآف نقش، إلا أن الباحثين يعتقدون أن ما تحت الأنقاض يتجاوز ذلك بكثير.

## التاريخ

كتابة سبئية من العصر الوسيط، من كتابات كهذه أخذ الباحثون معرفتهم بتاريخ اليمن القديم

وجدت شواهد لقبور ميغاليث تعود إلى العصر الحجري القديم ولا زالت الدراسات بشأن تاريخ اليمن القديم في بداياتها، فكثير من الأمور لا تزال غامضة. بدأت تظهر علامات على التحضر في أواسط الألفية الثانية قبل الميلاد في منطقة صبر تحديدا تعود إلى العصر البرونزي وتسبق الممالك الخمس المعروفة. حيث وجدت أطلال لمدينة قديمة ولها أسواق ومباني صغيرة وحفر تقود إلى مخابئ لتخزين الأمتعة الثمينة؛ ولا زالت الأبحاث جارية حول هذه الحضارة الصغيرة من قبل مختصين ألمان. لم تجر أبحاث حول الحضارات الأصلية التي انبثقت عنها الممالك الأربع.

### مملكة سبأ
في الفترة ما بين 1300 - 1000 قبل الميلاد نشأت مملكة سبأ، وكانت اتحادا ضم عدداً كبيراً من القبائل. ويُعرف انتماء القبيلة في نصوص خط المسند بعبارات دلالية من قبيل أبناء الإله إلمقه أو أبناء الإله عم و«سبأ وأشعبهمو» (سبأ وقبائلهم) وماشابهها من عبارات ساعدت الباحثين في تحديد انتماءات وأصول القبائل. استطاع عدد من المكاربة تشييد عدد من السدود الصغيرة لحفظ المياه والاستفادة من مياه الأمطار لري الأراضي، واكتشف عدد من الرسومات الفنية والنقوش المصورة لحيوانات في الغالب تعود إلى هذه الفترة ونقوش تشير إلى بناء وتشييد لمعابد، معبد أوام تحديدًا، وذلك في القرن الثامن قبل الميلاد. أقام السبئيون علاقات تجارية مع الهند والآشوريين، واشتهروا بكونهم
تجار عطور وطيب وبخور وذهب وفضة وبهارات، وكلها عناصر مهمة للعالم القديم.
ورد في نص آشوري للملك سرجون الثاني تلقيه هدية من مكرب سبئي يدعى يثع أمر، ووجد اسم المكرب في نقوش يمنية. ووجدت كتابة أخرى للملك سنحاريب وتشير إلى تلقيه هدية من مكرب يدعى كرب إيل أو كرب إيلو حسب اللفظ الآشوري. ويستبعد أن يكون نفوذ الآشوريين قد وصل إلى اليمن، وهدف إرسال الهدية كان مجرد تعبير عن الصداقة التي تجمع سبأ وآشور لارتباطات تجارية قديمة بينهما ومن باب التلطف للآشوريين إذ كان للسبئيين تجارة في أسواق بلاد الرافدين. ويعود تاريخ الكتابة إلى 715 ق.م  ولم يورد الآشوريون اسمه كاملا في النص مكتفين بكرب إيل واسمه الكامل كرب إيل بين. لقبه الآشوريون بملك وهي دلالة على عدم معرفتهم بألقاب حكام العربية الجنوبية في تلك الفترة.
قام عدد من المكاربة بإنشاء عدد من السدود وعملوا على إيصال المياه إلى مناطق عديدة في اليمن. قاموا بتعلية سد رحبم وتقوية دعائمه فزادت مساحة الأراضي الزراعية وازداد ثراء المزارعين في هذه الفترة وبالذات في مأرب التي أصبحت تنافس صرواح عاصمة سبأ في تلك الفترة حوالي القرن الثامن ق.م. ظهرت في هذه الفترة نقوش عن عدد من الحروب والانتصارات لسبأ على معين وقتبان ونجران. وكعادة النقوش، فإنها لا تبدي أسبابا للاقتتال وتكتفي بذكر الموقع واسم الملك وعدد القتلى المبالغ فيه عادةً من الجانب المهزوم. وكان عدد القتلى في نجران هو الأعلى خلال حملة المكرب يثع أمر بين هذه إذ ورد في النص أن خمسة وأربعين ألف شخص قتلوا خلال إحراقه لمدنها وقراها.

تمثال يصدقئيل فرع، أحد ملوك مملكة أوسان

في بدايات القرن السابع قبل الميلاد، غير المكرب كربئيل وتر لقبه من مكرب سبأ إلى ملك. يعتقد أن ملك مملكة أوسان بدأ بالهجوم واستطاع السيطرة على ممالك صغيرة تابعة لمملكة حضرموت وقتبان. توجه الملك إلى المناطق الساحلية الجنوبية الغربية لليمن للسيطرة على الممالك التي استولت عليها أوسان. استطاع إخضاع هذه الممالك ومنعها من أي محاولة للاستفراد بالطريق التجارية. وترجمة أوسان أو «أوسن» كما وردت في نصوص المسند هي الأوس، لأن النون في آخر الأعلام هي أداة التعريف بلغة السبئيين.
كانت سبأ قد بلغت أوجها حتى أواخر القرن الثاني أو بدايات الأول ق.م. كان كربئيل وتر ملكا محاربا. دون هذا الملك كتابة طويلة يحكي فيها إنجازاته؛ عرفت الكتابة عند المتشرقين باسم «كتابة صرواح». هيمنت سبأ على جنوب الجزيرة العربية وبقي الملك في سلالة هذا الملك أمداً طويلاً من القرن السابع ق.م وحتى القرن الثالث ق.م إثر انقلاب قام به الملك وهبئيل يحز. ووردت عدة نصوص في نفس الفترة عن تأديب قوات من حاشد لبدو لم يحددوهم تطاولوا على أربابهم ملوك سبأ كما يُقرأ من النص، وتم استرداد أموال سلبها هولاء البدو وأُخذوا إلى معبد المقة بمأرب لينظر في مصيرهم.
وشهد القرن السابع والسادس إصلاحات وتشييدا لأبراج وقلاع وحصون، وتحسين نظام الري وبناء عدد من السدود وإيصالها ببعضها البعض. واستخدمت الأحجار الكريمة مثل البلق لبناء الأبراج في تلك الفترة. كانت مملكة كندة القديمة التي تعاقب على دعمها أكثر من ملك في صنعاء ومأرب من يوفر الأمان للقوافل التجارية الخارجة من اليمن إلى العراق وفارس. وكانت مملكة ديدان تقوم بنفس الوظيفة ولكن للقوافل المتجهة نحو الشام ومصر ودول البحر الأبيض المتوسط وغيرها من الممالك المنتشرة على طول الطريق التجارية. لم تكن علاقة هذه الممالك في الصحراء جيدة دائما مع ممالك اليمن، حيث تكشف عدد من النصوص عن استغلال سلطتهم على الأعراب لشن هجمات على قوافل خارجة من اليمن أو عائدة إليه على حسب الظروف والمصالح.

### مملكة قتبان (330 ق.م - 100 ق.م)

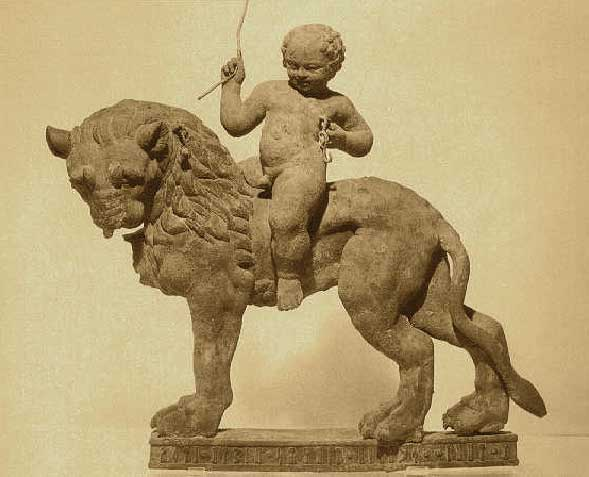
أحد المنحوتات القديمة لمملكة قتبان

مملكة قتبان هي أحد أقدم الممالك اليمنية نظام حكمها بدأ مشابها لسبأ إلا أن المعلومات المتوفرة عنها قليلة. وهناك اعتقاد أن الحميريين ورثة هذه المملكة. لم يعرف المؤرخون بعد الإسلام شيئا كثيرا عن قتبان وجعلوه شخصا وساقوا له نسبا ينتهي إلى  العرنج  والعرنج هذا هو اسم حمير الحقيقي على حد زعمهم. منازلهم كانت جنوب مواطن السبئيين وفي الأقسام الغربية المطلة على السواحل في اليمن حتى باب المندب.
المشكلة التي تواجه الباحثين في تحديد طبيعة المملكة القتبانية هو أن أغلب الكتابات والنقوش غير مؤرخة بعكس الحميريين، أو أنها مؤرخة بطرق لم يستطع الباحثون فهمها. استطاعت قتبان في القرن الرابع ق.م هزيمة السبئيين، وسيطروا على طريق البخور وأصبحوا القوة الأكثر نفوذًا بين الممالك الأربعة. كتابات قتبان عن القوانين أكثر بالقياس من تلك السبئية. ووردت نصوص تتحدث عن أعمال تمهيد لطرق في الجبال، منها نص يتحدث عن مشاركة كل أبناء الإله عم في إنجاز هذا المشروع وكان المهندس المشرف على هذا العمل رجل يدعى أوس بن يصرع. وكان هدف هذه المشاريع التي استعمل فيها الأسفلت هو تمهيد الطريق للجنود. وغيرها من الأعمال والقوانين التي سنها القتبانيون خلال فترة نفوذهم على الممالك الأخرى التي تعكس وجود فن هندسي متقدم.

### مملكة مَعْيَّن (330 ق.م - 100 ق.م)

أسوار مدينة براقش عاصمة مملكة معين

لم يعرف عنها المؤرخون والنسابة شيئا يذكر، إلا أنها ذكرت في كتابات اليونان وذكر سترابو أن اسم عاصمتهم «قرنا» (قرناو) وأن الحضارم يحدونهم من الشرق والسبئيين والقتبانيين من الجنوب، وهي كلها تشير إلى محافظة الجوف حاليا وقد وصف سترابو هذه الممالك بالبلدان وأن عليها ملكا، وبها معابد وبيوت تشبه تلك عند المصريين. وجاء في كتابة بالجيزة تعود لأيام بطليموس الثاني عن وجود معيني في تلك المنطقة وكان وجوداً تجارياً إذ كانوا يزودون المعابد المصرية بالبخور.
اكتشف المستشرق جوزيف هاليفي كتابات كثيرة تتجاوز الألفي كتابة من تجوله كيهودي متسول في عاصمتهم القديمة. وقد عثر على كتابات للمعينين في منطقة الجوف السعودية (ليست محافظة الجوف اليمنية) وكتابات في الجيزة ويعتقد عدد من الباحثين أنهم المقصودين بلفظة «معينيم» في التوراة. ليس هناك اتفاق بين الباحثين حول منشئها وسقوطها فباحثي المدرسة الألمانية القديمة يرون أنهم أصبحوا بدواً وأعراباً في القرن الأول ق.م الميلاد مستشهدين بنصوص سبئية تشير إلى انتصارات عليهم، إلا أن كتابات اليونان في القرن الثاني للميلاد والتي تشير إلى المعينيين بأنهم «شعب عظيم» تعارض ذلك وتظهر أنهم بقوا على الحضارة فترة طويلة. يُعتقد أن أول ملك لمعين هو «إيل فع يثع» خلفه ملك هو «أبو كرب يشع» وعثر على اسمه في العلا في كتابة دونها رجل يدعى «أوس بن حيو» وكان أوس هذا كبير المنطقة حينها.
ورود هذه الأسماء في منطقتي الجوف والعلا وفي توقيت واحد هي السبب وراء إيمان الباحثين أن مملكة ديدان والحجر كانت تابعة لملوك مملكة معين. وهذه ال«يثع» و«يشع» و«وتر» التي تعقب أسماء الملوك هي ألقاب حقيقة وليست جزءًا من أسماء ولادتهم، فكلمة «وتر» تعني «المتكبر» أو «المتعالي» وكلمة «يثع» تعني المنقذ وكلمة «بين» تعني الظاهر. ويقول جواد علي أن مملكة لحيان كانت مملكة تابعة لمعين واستقلت عقب ضعفهم في اليمن  كان ملوك معين يعينون حكاما على المناطق الخاضعة لهم خارج اليمن ويسمونهم كبراء واكتشف عدد من أسماء هولاء «الكبراء» في منطقة العلا مهمتهم توفير الأمن للقوافل وجمع الضرائب والأتاوات. وكان أكبر آلهتهم الإله ود بعد الإله عثتر، إلا أنه بقضاء السبئيين عليها استقلت العلا في القرن الأول ق.م على رأي بعض الباحثين.

### مملكة حضرموت (330 ق.م - 275 م)
برغم الشح الغالب على مصادر دراسة اليمن القديم، تبقى حضرموت أسوأ الممالك الأربعة حظاً. ليس هناك اتفاق بين الباحثين حول مبدأ قيام هذه المملكة. أقدم رحلة استكشافية كانت في موضع يقال له الحريضة حيث عثر المنقبون على آثار لمعبد الإله سين يعود للقرن السابع أو الخامس قبل الميلاد. حضرموت اسم قبيلة، وكان عليهم مكرب قائم بشؤونهم. أول كتابة حضرمية مكتشفة تعود للقرن الخامس قبل الميلاد وتحكي بناء سور لحماية حضرموت. سياستهم كانت قريبة من سياسة الممالك الأخرى وهي السيطرة على الأراضي الخصبة وعقد تحالفات مع القبائل الجبلية وتلك المطلة على السواحل. بنى الحضارم ميناء خور روري القديم المتواجد في ظفار. انتهى أمر المملكة بتأسيس مملكة حمير في القرن الرابع الميلادي.

### مملكة حمير
بعد قرن ونصف من الاضطرابات، تمكن شمر يهرعش توحيد ممالك اليمن القديم وإخضاعها تحت حكم مملكة واحدة، ولا توجد دلائل أنه أبقى على بعض الأقيال لتحكم أراضيها ذاتيًا كما كان يفعل المكاربة والملوك في عصور مضت. قام الحميريين بترميم سد مأرب وأنهوا النزاعات وأخضعوا القبائل من جديد فنعمت اليمن بعصر من الاستقرار مكن الحميريين من مواصلة سياسة أسلافهم. ورد اسم شمر يهرعش لثلاثة ملوك حميريين وهناك إجماع أن شمر يهرعش الثالث حكم مع والده ثم انفرد بالحكم. شمر يهرعش هو «شمر يرعش» في كتابات أهل الأخبار الذين اختلقوا الأساطير وراء هذه التسميات، إذ جعلوه معاصرا للملك سليمان وحاكمًا بعد بلقيس. هذه الأخبار الموضوعة تثبت أن الإخباريين واليمنيين منهم تحديدًا كانوا على علم بماضي أجدادهم ولكنهم لم يستطيعوا قراءة رموز خط المسند واعتمدوا على قصص كبار السن والذاكرة الشعبية لتدوين هذا التاريخ. توفي شمر يهرعش عام 330 للميلاد حسب معظم التقديرات.

نقوش بخط المسند في "مأسل الجمح" في محافظة الدوادمي تحكي انتصارًا حققه أسعد الكامل على المناذرة

تولى الحكم بعد شمر عدد من الملوك واختلف الباحثون في ترتيبهم إلى أن ظهر ملك حميري يدعى أسعد الكامل. ورد في مسند الإمام أبي حنيفة النعمان أنه أول من ضرب الدينار. تولى الحكم عام 378 ميلادية. عثر على اسمه مدونًا بخط المسند في موضع يقال له «مأسل الجمح» في محافظة الدوادمي السعودية حالياً. قد بني الحصن ليكون موقعًا لقوات حميرية تحمي القوافل الخارجة من اليمن والعائدة إليه. وهو موقع مهم يصل اليمن بنجد وشرق الجزيرة العربية. عاش هذا الملك فترة طويلة فهو تولى الحكم قرابة 378 للميلاد إلى جانب والده حينها ويبدو أنه كان لا يزال شابًا يافعًا وتوفي عام 430 ميلادية أو بعدها بقليل فتكون مدة حكمه قرابة الخمسين عامًا. كان ملكًا قويًا ولذلك كثر ذكره ولم تنساه الذاكرة العربية فقد ذكر الطبري أنه وصل الصين وهي مبالغة بلا شك ولكنها انعكاس للأثر الذي تركه. توفي الكامل وتولى الحكم بعده ملوك اختلف الباحثون في ترتيبهم وذكرهم بعض أهل الأخبار.
اكتشف نص في 450 ميلادية يشير إلى تصدع كبير أصاب سد مأرب مما جعل الملك يستعين بعشرين ألف عامل لقص الأحجار من الجبال وبناء أبواب ومنافذ جديدة لخروج الماء وصرف معاشات للعمال. وكان لذلك أثر سيئ على كثير من القبائل التي تركت مواطنها خوفًا من الموت. وللأسف لم يخبر النص عن أسماء هذه القبائل وفيه دليل على وجود أصل تأريخي للروايات العديدة التي يرويها الأخباريون عن تهدم سد مأرب وتفرق سبأ وإن كان يشوبها الخرافة والأساطير. هناك اختلافات بين الباحثين في ترتيب وأعداد الملوك إلا أن الإجماع أن سقوط حمير كان بمقتل يوسف أسأر عام 525 ميلادية.

### السقوط
بعد مقتل يوسف، نصبت أكسوم حاكمًا دمية يدعى شميفع أشوع. ذكر المؤرخ البيزنطي بروكوبيوس أن عدداً من الجيش الأكسومي آثر البقاء في أرض الحميريين لأنها جيدة جدًا على حد تعبيره. أحد هولاء كان أبرهة الأشرم قائد الجيش الذي أعلن نفسه «ملكاً بسم المسيح والروح القدس». استمر الاقتتال لفترة حتى وصل لأسماع المتقاتلين عن تصدع هو الثالث وقبل الأخير أصاب سد مأرب كما يقرأ من النص المسندي الذي يعود لعام 542 ميلادية. توصلوا لهدنة لإعادة ترميم السد وكان آخر ترميم يجرى عليه. نسبوا إلى أبرهة هذا قصة بعد الإسلام لم يرد عنها نص مدون بخط المسند ولا كتابات البيزنطيين.

دخل اليمن عصرًا من الانحطاط قبيل الإسلام مما مكن مكة بأن تصبح مركزا تجاريًا مهمًا بل ربما الأهم في الجزيرة العربية لبعدها عن مراكز الصراع. لم تكتشف كتابة تشير إلى الحقبة الفارسية في اليمن فتاريخ البلاد يكاد يكون مجهولًا خلال هذه الفترة سوى ما توارد عن كتابات بيزنطية بسيطة عن وجود الفرس في عدن. حكم الحميريين كأذواء بدون سلطة فعلية إلا على قبائلهم، ويقول صاحب المفصل:
 استفرد أحد الساتراب بالحكم في العام 598 ميلادية ودخل أحد هولاء إلى الإسلام. طردهم الأسود العنسي وأعلن نفسه ملكًا ونبيًا إلى أن قتله مسلمون يمنيون وفقًا لمصادر متأخرة.

## ممالك صغيرة
كانت القوة في يد أربع ممالك رئيسية وهي سبأ وحضرموت وقتبان ومعين، ويندرج تحت هذه الممالك ممالك صغيرة يشار إليها بألفاظ تدل على تبعيتهم لإله المملكة الكبرى. من هذه الممالك مملكة سمعي وهي مملكة صغيرة وأساس وأصل همدان، وكانت تحت اللواء السبئي طيلة وجودها. ومملكة هرم وإنابة ونشق ورعين والمعافر هي ليست ممالك مؤثرة بل صغيرة وإن جمع بعض من طقوسها التعبدية وآلهتها.

### مملكة أوسان
عرفت هذه المملكة باسم «أوسن» وتواجدت جنوب مملكة قتبان، دمرها كرب إيل وتر وبقيت مملكة صغيرة تابعة في غالب تاريخها وكانوا من أبناء الإله ود. وجدت الكثير من التماثيل المصنوعة من الذهب منقوش تحتها أسماء الملوك لكن يظهر أنها تعرضت لكسر قد يكون لحملة سبأ عليها سبب في ذلك، إذ دمر السبئيون قصرهم الملكي وأمر كرب إيل وتر بإزالة كل النقوش وتدمير الكتابات عنها كما ورد في «كتابة صرواح» التي دونها هذا الملك في القرن السابع ق.م. ويبدو أنها كانت مملكة قوية في بداياتها إذ جاء في كتابات اليونان أنها كانت تسيطر على ساحل زنجبار في أفريقيا. ولم يكونو ليتجاوزوا الساحل الغربي لليمن لشرق أفريقيا لو لم تكن مملكتهم قوية ولها سيطرة محكمة على مناطق واسعة. إلا أن أطماعها في التوسع انتهت بعد قضاء السبئيين عليها.

### مملكة دمت

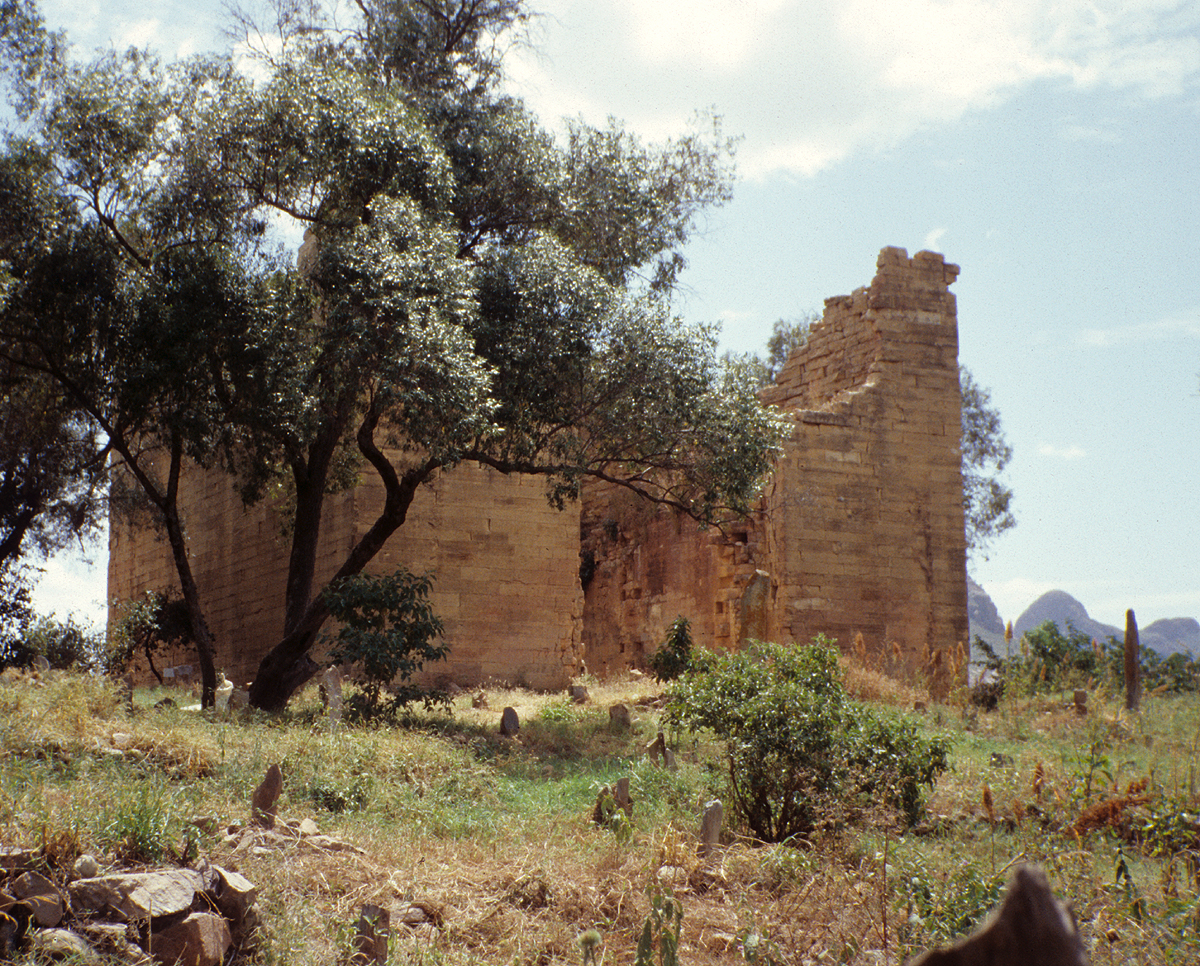
بقايا معبد المقه في شمال إثيوبيا قرب أكسوم.

هي مملكة صغيرة قامت في شمال أثيوبيا في القرن الثامن ق.م. الكتابات عنها قليلة للغاية دونت بخط المسند، وهي أقدم الممالك بشواهد أركيولوجية في أثيوبيا. لا يعرف الكثير عن هذه المملكة وهناك اعتقاد أنها مملكة قامت من قبل السكان الأصليين لتلك المناطق بتأثير سبئي والبعض يعتقد أن مؤسسيها كانوا سبئيين قدموا من اليمن واختلطوا بسكان تلك المناطق. بالكاد يمكن الكتابة عنها وعن تاريخها أي شيء. وليس من المعروف ما إذا كانت هذه المملكة مرحلة سابقة لمملكة أكسوم أم أنها إحدى الممالك الصغيرة التي سيطر عليها هولاء الأكسوميين؛ فتاريخ إثيوبيا شبه مظلم قبل مملكة أكسوم التي قامت في القرن الأول للميلاد.

### مملكة نجران
على الرغم من كثرة ذكر نجران في نصوص عربية جنوبية مختلفة فإن علم الباحثين عنها قليل للغاية. كانت مطمعا للسبئيين والحميريين وتعرضت للغزو والإحراق مراراً من باب إخضاعها، وهي دلالة على أهمية موقعها كمحطة للقوافل. وذكرها ملك المناذرة باسم «مدينة شمر» ويقصد شمر يهرعش. جاء في نقش اتجاه قوات حميرية منها نحو مملكة الأنباط وانتهت بانتصار هذه القوات. لا يعرف الكثير عنها رغم كثرة ذكرها في نصوص سبئية، وقد تقود الاكتشافات في منطقة نجران لاكتشاف تاريخ هذه المنطقة.

### مملكة ديدان
هي مملكة تابعة لمملكة معين من القرن الخامس ق.م حتى بدايات الأول ق.م. قامت في الأجزاء الشمالية الغربية من شبه الجزيرة العربية وأغلب الظن أنها مرحلة سابقة لمملكة لحيان حيث يعتقد بعض الباحثين أن اللحيانيين كانوا من سكان العربية الجنوبية لورود نص يشير إلى قيل لحياني في اليمن اسمه «أب يدع ذو لحيان» واستوطنوا ديدان جنوب أراضي الأنباط فلما ضعفت حكومة المعينيين في اليمن استولى اللحيانيون على المملكة وأسموها على اسم قبيلتهم. وليس بين الباحثين اتفاق على أصولهم تحديدا ويرى جواد علي أن المعينيين كونوا مستعمرات في أعالي الحجاز منذ القرن الخامس قبل الميلاد ووصفهم باللحيانيين أيام قوة المعينيين، وهدف هذه المستعمرات هو تأمين الطريق التجارية من اليمن إلى الشام. ووفقاً، لورنر كاسكل:
 أغلب بضاعتهم القادمة جنوب شبه الجزيرة العربية كانت موجهة لمصر واليونان ويعتقد كاسكل أن اللحيانيين استولوا عليها في منتصف القرن الثاني ق.م قرابة 150 ق.م فقد كان المعينيون يسيطرون على أعالي الحجاز من القرن الخامس ق.م بمساعدة من الأنباط، بدلالة أن أول ملوكهم كان نبطيا، ثم عادت للحيان مستغلين ضعف مملكة معين وحروبها مع مملكة سبأ.

## الدين

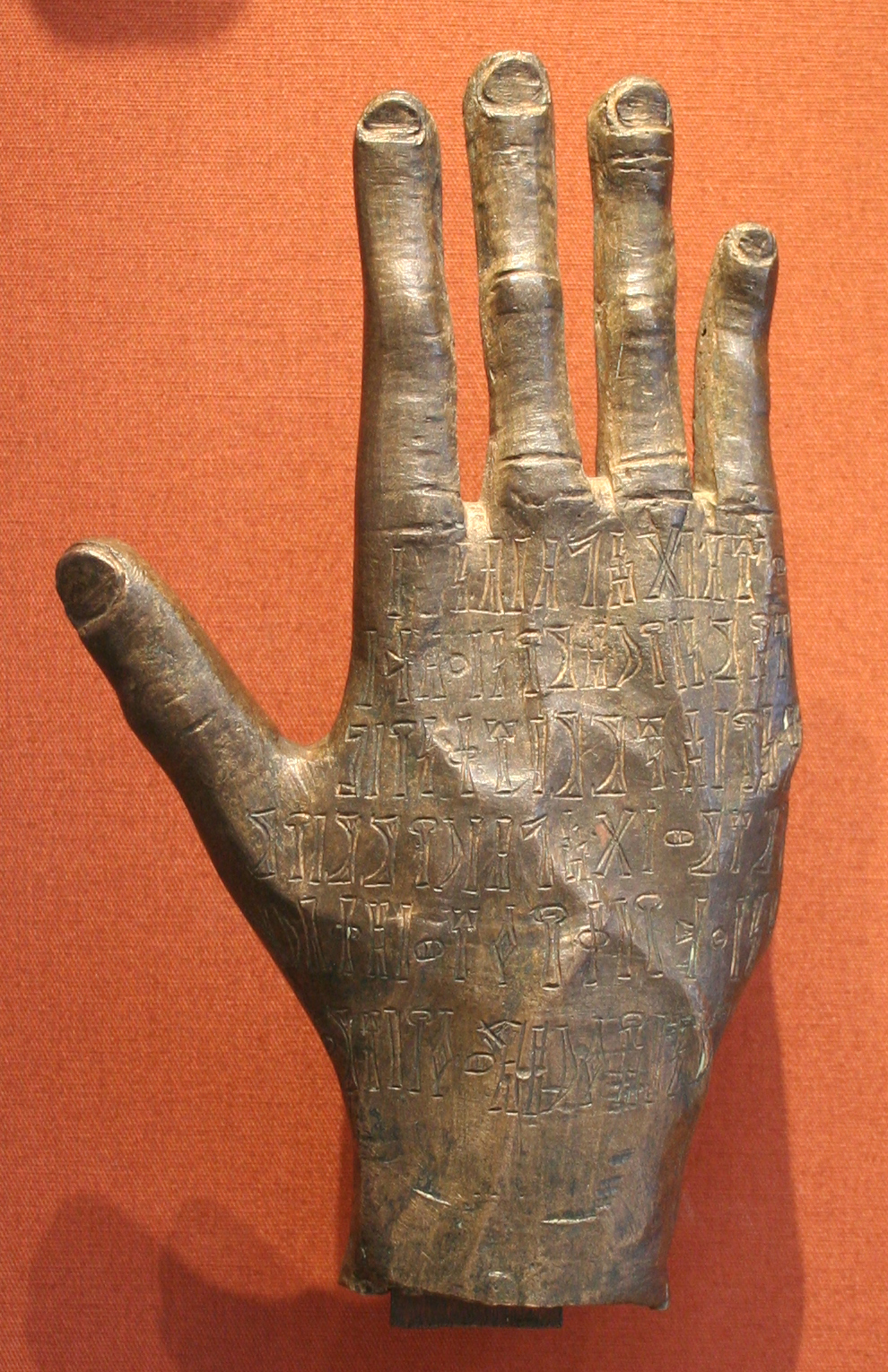
دعاء على يد من البرونز موجه لتألب ريام.

قدس اليمنيون عثتر والمقه وسين وود وعم. وكانت العقائد تتمحور حول ثالوث الشمس والقمر وابنتهما كوكب الزهرة، وهو افتراض مشكوك فيه من قبل بعض الباحثين. الآلهة الرئيسية كانت عثتر ومن ثم المقه وعم وود وسين، تليها آلهة القبائل الخاصة كتألب ريام وكاهل.
عثتر هو النسخة الذكرية من عشتار كما يعتقد البعض، لكن أبحاثا جديدة تظهر ميثولوجيا مختلفة قليلا، ترجح أن عثتر كان أنثى كما تشير إليه النصوص اليمنية «أم عثتر» وانقسم إلى قسمين، إله ذكر وإلهة أنثى كانا أب وأم البشرية جمعاء. عثتر هو أكبر آلهة اليمن ووالد الآلهة كلها. ورغم اختلاف الباحثين في تحديد فترة نشوء سبأ هناك دلائل على قيام المملكة قبل القرن التاسع سماها بعض الباحثين بالفترة «المهجورة»، وهي الفترة في القرن الثاني عشر والثالث عشر ق.م  فقد وجدت كتابات تشير إلى عثتر كالإله الرئيسي لقبيلة سبأ؛ ويعتقد أن دخول المقه في المعتقدات السبئية هو نتيجة لدخول قبيلة «فيشان» في سبأ فأصبحت سبأ تجمعا عشائريا كبيرا يضم عددا كبيرا من القبائل، وانعكس هذا على ديانتهم فكثرت آلهة سبأ كنتيجة لهذا التحالف. وكان للثور أو العجل قدسية خاصة في اليمن القديم وغيره من حضارات الشرق الأدنى لتشابه قرونه مع القمر. المعينيون كانوا يصفون إلههم الأكبر ووالدهم ود، وقدس المعينيون الآلة منضح وهو مسؤول عن السقيا والماء، والإله بلو وهو إله المصائب والبلاوي، والإله رفوا وهو إله حماية الحدود، والإله حلفن وهو إله القسم والتعهدات، فيقسم به عند عقد الاتفاقيات والمعاهدات والعقود التجارية.

مباخر قديمة والهلال والنقطة تشير إلى الإله سين

أما سبأ فإلهها الأكبر المقه، واختلف الباحثون حول معنى اسمه؛ فالألف واللام أول اسمه ليست أداة للتعريف فأداة التعريف عن العرب الجنوبيين كانت الحرف نون في آخر الكلمة. وأغلب الظن أنها «إيل مقه»، وكلمة مقه تعني «قوي» فيكون معنى الاسم هو إيل القوي. «إيل الحافظ»  وربط بعض الباحثين بين اسمه ومدينة مكة مفسرين كلمة «مقه» السبئية بمعنى معبد فيكون معنى اسمه رب أو إله المعبد. وقد كان السبئيون واليمنيون بشكل عام يقلبون القاف كافا كما في كلمة مكرب السبئية والتي تعني «مقرب».
يزداد عدد الآلهة بازدياد عدد القبائل. انضمت الإلهة «هبس» وهي زوجة عثتر إلى مجمع الآلهة السبئي مبكرا في القرن السابع ق.م  وكانت مسؤولة عن الأرض اليابسة والجافة  أما المقه فهو إله الدولة ورمزها وبني له أربعة وثلاثون معبدا أشهرهم معبد أوام وبرأن. وسين هو إله القمر عند الحضارم وتشير الرموز إليه بهلال ونقطة فوقه.
تراجعت أهمية الآلهة تدريجيا حتى وحد الحميريون الآلهة واعتبروا رحمن إلها أوحد إلى أن دخلت اليهودية والمسيحية إلى اليمن. مرت هذه الاعتقادات التوحيدية بعدة أطوار فقد كان ذو سماوي أو «ذو سموى» بلغة المسند يذكر مقرونا بعدد من الأصنام بداية حتى أصبح إله الأرض والسماء الأوحد ثم ترسخ التوحيد وأهملت الآلهة الأخرى. تم تقديم الإله رحمن وحده في صيغ التعبد غير مقرون بآلهة أخرى وهو ما يقلل من فرضية أن التوحيد دخل اليمن بتأثير من اليهود والمسيحيين إذ عرف الباحثون ديانة الرحمن هذا باسم «التوحيد الحميري» لخصائص لم توجد في أديان أخرى.
استطاع الأركيولوجيون معرفة لمحة بسيطة عن معتقدات اليمنيين عن الحياة بعد الموت، فقد وجدت عدة مقابر لجثث محنطة موضوعة داخل أكياس من الجلد مع ترك الرأس خارجا دون تغطيته في مشهد يشبه الولادة، فاعتبر اليمنيون الموت مرحلة لحياة أو ولادة من جديد. يطلق على المعابد في اليمن لفظة «حرم» و«محرم» وكان يحرم دخولها بملابس متسخة وتمنع النساء من دخولها خلال فترة الحيض. ويظهر أنه كان لليمنيين طقوس تعبدية تدعى «طوف» (طواف) حول الحرم لها علاقة بالطهارة الروحية يعقبه اعتراف بالذنوب للكهنة وتقديم القرابين التي غالبا ما تكون من حيوانات مفضلة للآلهة وهي الوعلان والغنم والخراف والثيران. عادة ما يكون تقديم القرابين لغفران الذنوب أو لشكر الآلهة أملا في زيادة عطاياها. واكتشفت عدة حالات تضحية بالبشر وعادة مايكونون من الغرباء عن المملكة الذين يقعون في الأسر.

## الاقتصاد

حصر الأمطار وإيصال المياه للمرتفعات الجبلية، نظام سبئي قديم

كانت الزراعة والتجارة عماد الاقتصاد، وبالذات البخور والعطور والطيب لما لها من أهمية عند الشعوب القديمة لمعتقدات متعلقة بطرد الأرواح الشريرة من المنازل والمعابد وما شابهها من الطقوس التعبدية في العالم القديم. كان لنظام الري وحصر مياه الأمطار أثر كبير في تطور الزراعة في اليمن فقد ابتكر اليمنيون القدماء نظام ري قل نظيره في العالم واستطاعوا ري الكثير من الأراضي الجدباء وشبه الصحراوية حتى أوصلوا الماء للمرتفعات الجبلية. اهتم اليمنيون بالزراعة، حيث تظهر الآثار تقدما في هذا الجانب، فبنوا السدود الصغيرة في كل واد وحوطوا المدرجات الجبلية بصخور ومجاري لحصر مياه الأمطار وتوجيهها للجهة التي يريدونها عن طريق قنوات من عصور قديمة تعود إلى الألفية الثانية قبل الميلاد.
لا توجد أنهار في اليمن فبدأ اليمنيون بالزراعة متأخرا بعض آثار لنظم زراعية تعود 5,200 سنة. إذا إنحبس المطر، صلى اليمنيون لآلهتهم طلبا للسقيا وكان لديهم سقيتان، «سقي خرف ودثا» أي «سقي الخريف والربيع» وإن أنعمت عليهم الآلهة قدموا لها القرابين شكرا وتقديرا لأفضالها عليهم. حفروا الصهاريج المعروفة باسم «نقب» في حضرموت وتراوحت أعماقها من ثلاثة إلى أربعة أمتار وتوصل بمجاري تحت الأرض يبلغ طولها عدة كيلومترات لإيصال المياه إلى المزارع والسكن. وبرع اليمنيون في بناء السدود أو «عرمن» (العرم) كما تذكر في اللغة القديمة وكان الملوك يدفعون الأجور للعمال وفي حالات عديدة كانوا يستعملون خلال الطوارئ. يعتقد أن سد مأرب بني في القرن الثامن قبل الميلاد. ومر هذا السد بأطوار عديدة وتعرض للتصدع عدة مرات آخرها في العام 575 للميلاد.
أقام المهندسون في القرن الثامن قبل الميلاد سدا قويا في الجهة التي تخرج منها السيول إلى المجاري عرف باسم وكان طوله قرابة 577 مترا. كان هذا السد هو حجر الأساس لسد مأرب الكبير الذي أقتطعت حجارته من الجبال ونحتت بإتقان وتم إيصالها ببعض باستخدام قطع من قضبان إسطوانية مصنوعة من الرصاص والنحاس يبلغ طول الواحد منها 16 سنتمترًا، وقطرها حوالي الثلاثة سنتمترات ونصف. وذلك بصب المعدن في ثقب الحجر، فإذا جمد وصار على شكل مسمار يوضع الحجر المطابق الذي صمم ليكون فوقه في موضعه بإدخال المسمار في الثقب المعمول في الجهة السفلى من ذلك الحجر، وبذلك يرتبط الحجران بعضهما ببعض برباط قوي محكم. وقد اتخذت هذه الطريقة لشد أزر السد، وليكون في إمكانه الوقوف أمام ضغط الماء وخطر وقوع الزلازل. وبنيت الكثير من السدود المشابهة والمتصلة ببعضها البعض وقل مثيل هذه السدود في العالم القديم باستثناء اليمن.
أما التجارة، فقد نشأ سوق العطور والبخور منذ الألفية الأولى قبل الميلاد على الأقل في منطقة الشرق الأدنى وشمال أفريقيا. وأهمية البخور تكمن في المعتقدات السائدة حينها عن الجن والأشباح والعفاريت إذ كانت مرتبطة بطقوس دينية عند كثير من الشعوب. ولم تكن هذه المحاصيل تزرع إلا في شرق أفريقيا واليمن والهند وهو سبب اهتمام اليمنيين بسواحل أفريقيا كونها مصدر المحصول الأكثر طلبا في العالم القديم. يسمى التاجر «مكر» في اللغة القديمة. وذكر اليونان قوافل اليمنيين وكيف أنهم كانوا أثري سكان الجزيرة العربية وكانت ثرواتهم مطمع الكثير حتى ذكر في العهد القديم أن السبئيين سيقدمون بالذهب معظمين لملك اليهود المنتظر. بغض النظر عن صحة القصة، هي دلالة على اتصال تجاري بين السبئيين واليهود وكان السبئيون يشترون العبيد والجواري منهم. أشير في التوراة إلى قوافل سبأ، وهي قوافل كانت تسير من العربية الجنوبية مخترقة العربية الغربية إلى فلسطين، فتبيع ما تحمله من سلع هناك. وقد كان السبئيون يسيطرون على العربية الغربية، حتى بلغت حدود مملكتهم أرض فلسطين ويُعتقد أن أهل يثرب كانوا أحد المستوطنات اليمنية التي أنشأها السبئيون على طول الطريق التجارية المحاذية للبحر الأحمر.
الوارد عن التجارة البحرية قليل مقارنة بالبرية. كان لحضرموت ارتباط مع الهند وموانئ أهمها ميناء قنا الذي يبعد عن مدينة المكلا قرابة 120 كيلومتر. ولايمكن للحضارم أن يصلوا للهند لو لم يكن لهم دراية وخبرة في صنع السفن. ولكن السفن العربية لم تكن بمستوى الرومانية التي بنيت لظنون عند الرومان أن اليمنيين كانوا يملكون أسطولا بحريا قويا كما قال مرافق أيليوس غالوس سترابو. فقد كان أغسطس قيصر يعتقد لما رآه من هيئة التجار والقوافل أن السبئيين أهل قتال فأراد السيطرة عليهم، فإما يكونوا أصدقاء أو يكونوا خاضعين ولا يضطر الرومان لدفع مبالغ طائلة لقاء البضائع كون السبئيين كانوا متحكمين في أسعارها.

## اللغة

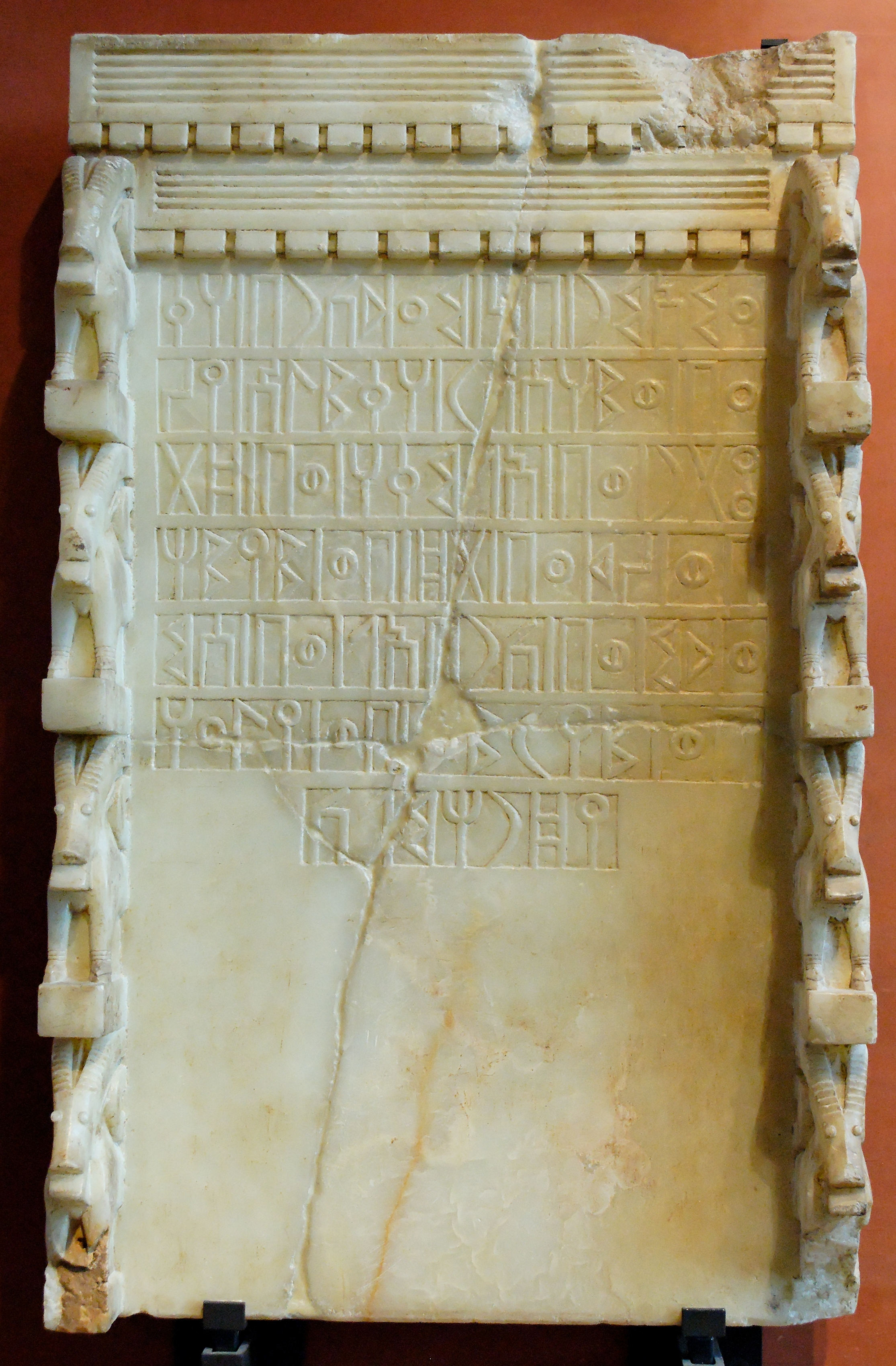
كتابة سبئية تعود للقرن الثامن ق.م

العربية الجنوبية القديمة كانت اللغة المستخدمة وقسمها الباحثون لأربع وهي لغة سبئية ولغة قتبانية ولغة معينية واللغة الحضرمية. أما الحميرية فلا تنتمي لهذا التصنيف. مرت اللغة بعدة أطوار؛ فاللغة المكتشفة على النقوش في القرن التاسع والثامن ق.م تختلف عن تلك التي كتبت بعد الميلاد. كانت اللغة تدون باستخدام نظام كتابة متعلق ولكنه ليس متطورا عن الأبجدية الفينقية القديمة. فهو يزيد بسبعة حروف عن الفينقية ودون في نفس الفترة تقريبا وهي الألف قبل الميلاد، ولكنه نبت من نفس الأصل. وهو خط الكتابة العربي الأصلي. يعتقد أن استخدام خط المسند بدأ في القرن العاشر ق.م وتوقف في القرن السادس بعد الميلاد أي أنه كان نظام كتابة مستخدم في اليمن لمدة تزيد عن الألف وخمسمئة سنة من تاريخ البلاد. يُعتقد أنَّ توقف استخدام القلم كان قرابة ستين سنة قبل النبي محمد، والمؤكد أن دخول اليمنيين في الإسلام كان عاملاً مساهماً لهجره.
أغلب الكتابات المكتشفة وجدت منقوشة على ألواح أو على صخور، ولم يعثر على كتابة ورقية بالحبر. الورق والحبر أدوات سهلة العطب ولا تعيش كالنقش على الأحجار إن لم تولى رعاية خاصة، وهناك أمل عند الباحثين أن يتم اكتشافها بزيادة أعمال التنقيب، أغلبها نصوص دينية وتعبدية أو تخليد إنجازات ملك وبناء معبد أو منزل ولم يعثر على كثير من النصوص الأدبية. وكانت القوانين تكتب على صخور كبيرة ليراها العامة.

### الزبور

زُبُر مكتشفة في اليمن

كان هناك نوع آخر من الكتابة موجود في اليمن يسمى الزبور ولم يكن اليمنيون أميين بل تظهر الآثار قدرة الأعراب من أهل اليمن على القراءة والكتابة. قال المؤرخون أن المقصود بالزبور هو سفر المزامير وأن اليمنيين كانوا يسمونه زبورا فغلب على السفر هذه التسمية. الزبور كان الأدعية والصلوات التي يكتبها عوام الناس من اليمنيين يوميا على أسعف النخل أو المصاحف وخلال رحلاتهم التجارية وتختلف الزبر عن المساند في أنها لا تكتب على ألواح أو صخور كبيرة أي أنها ليست شواهد وليست دينية بالضرورة فقد يكون بعضها يحتوي على أدعية وبعضها إيصالا أو فاتورة. وكان ما عرف بالجاهليين العرب يعرفون ذلك عن اليمنيين، فذكر الزبور باسم زبر وكيف أن أطفال الحميريين كانوا يستطيعون القراءة والكتابة.

## المجتمع

امرأة اسمها "غليلات" وفيه دعاء للإله عثتر بتدمير كل من يحاول تخريب الصورة

التباين الطبقي هو الأكثر وضوحا في اليمن في العصور القديمة وذلك لعوامل عديدة أهمها نمط الاستقرار أو التحضر القروي، ووجود نظم وحكومات مستقرة وعمل السكان بالزراعة والتجارة. هذا لا يعني عدم وجود الطبقية عند أهل البادية، ولكنها ليست بنفس التباين والوضوح. كان المكرب أعلى طبقة اجتماعية في البلاد، ولم يحكم منفرداً لوجود مكاربة آخرين لا ينظرون لأنفسهم بدرجة أقل. وكما يتضح من نقوش خط المسند، فقد يتشارك في حكم المملكة أكثر من مكرب تصل إلى ثلاثة مكاربة في وقت واحد. يليهم طبقة اسمها «أبعل» و«أسود» وأدق ترجمة لها هي أرباب وسادة ومفردها «بعل» وهم سادة المجتمع وصفوته وأشرافه ووجهاء أقوامهم، تعني الزعماء الذين يتزعمون أكثر من قبيلة ولديهم أراضي وإقطاعيات واسعة. يشاركهم هذه المنزلة الأقيال وهم ملاك إقطاعيون ممن يمتلكون أراض كثيرة ولها نفس معنى أبعل بالضبط. وطبقة اسمها الأذواء وهم أشراف وسادة ولكنهم ليسوا ملوكا، فنجد عبارات مثل «ذو يزن» ومعناها رئيس أو صاحب بيت يزن؛ فهو شريف ولكنه ليس بدرجة المكرب أو الملك.
وجود سادة وأقيال سيقابله طبقات معدمة محرومة كنتيجة طبيعية؛ ويقال لهذه الفئات بلغة المسند «قطن» و«آدم» و«صغرم». كان هناك طبقة الجنود والمقاتلين ويشار إليهم في النصوص بلفظة «أسدم» والميم في آخر الأعلام هي أداة التنكير في العربية الجنوبية والنون في آخرها وهي مقابل التعريف  إلا أن اليونان اعتبروهم أعلى طبقة. تليهم طبقة أخرى وهم شذاذ القبائل والمرتزقة وكان يستعملهم الملوك والإقطاعيون إلى جانب طبقة المحاربين. وكانت هناك طبقة من المزارعين يقال لهم «قسدن» وجمعهم «قسود»، وهم مزارعون يعملون لقاء أجر للأقيال والأذواء ومفروض عليهم الخدمة العسكرية والقتال عند وقوع الحرب. كون التجار وأصحاب القوافل طبقة خاصة بهم وعرفوا باسم «مكر» في نصوص المسند وهم دون الأقيال والأبعل ولكنهم مهمون وعماد اقتصادي للبلاد بسبب الضرائب التي يدفعونها.
شكل العبيد أدنى الطبقات، ويشار إليهم بألفاظ «عبدن» و«عبدم» و«آدم». أما عوام الناس يقال لهم «جوم» وهي مرادف قوم لأن الجيم تنطق مصرية في العربية الجنوبية القديمة، أو «أخمس» وكلمة أخمس تحدد وطن الشخص. كلمة «جوم» وجدت مقرونة بآلهة فيقال «جوم مقه» أو «جوم عثتر» وهي آلهة تتشارك عدد من الأقوام في تقديسها فلا يستدل بها على مملكة الشخص، عكس كلمة «أخمس» فيقال في النصوص «أخمس معن» وتعني مواطني معين. وتستعمل كلمة «شعبن» و«شعبم» كذلك وهي أقرب لقبيلة. تختلف المصطلحات من مملكة لأخرى؛ فالسبئيون كانوا يطلقون كلمة ملك على ملوك المقاطعات التابعة لهم أما المعينيون فكانوا يستعملون كلمة «كبر» (كبير) لوصفهم وهم المسؤولون عن المقاطعات البعيدة ويقومون مقام حاكم الولاية.

### التشريعات والقوانين
كان في كل مقاطعة مجلس مكون من ثمانية أعضاء، مهمة المجلس الإشراف على الشؤون الزراعية وتمويل المزارعين عند الحاجة بحصص من خزينة الدولة وجمع الضرائب. سن المعبد قانونا ينص عقوبة على المزارعين الذين يتركون أعمالهم. ولم يكن الملوك يستبدون بآرائهم، إذ يستنبط من نصوص المسند وجود مجالس محلية لكل مدينة ولا شك أن أعضاء هذه المجالس كانوا من الأقيال والأذواء، وهم مقربون من الملك ويحسب لهم حساب، كما يلاحظ اختلاف القوانين من مقاطعة لأخرى. تقلص دور هذه المجالس وقضي عليه تماما في عصر الحميريين. لم تكن مهام هذه المجالس مقصورة على الزراعة، وإن كانت أهم الموارد الاقتصادية، بل يتعداها إلى اقتراح قوانين العقوبات وقوانين تنظيم التجارة. تقوم هذه المجالس بتقديم اقتراحاتها إلى الملك الذي له القرار النهائي بإنفاذ القانون من رده، ودرجت العادة على إدراج اسم الملك وأسماء أعضاء المجلس الموافقين على القانون لتأكيد شرعيته.
كانت هناك مجالس خاصة لأصحاب الحرف والصناع لايعرف عدد أعضائها، إلا أن الملك لا يقضي بقانون يخصهم دون استشارتهم وإدراج أسمائهم في نص القانون المتعلق بصناعتهم. ورد في نقوش المسند أن شمر يهرعش سن عددا من القوانين تنظم بيع وشراء العبيد والمواشي؛ فيتم البيع بعد شهر ويحق للمشتري إعادة ما اشتراه خلال عشرة أيام، وإذا اشترى حيوانا ولم يهلك لمدة أسبوع وجب على المشتري دفع الثمن كاملا ويحق له إعادته إذا نفق الحيوان خلال هذا الأسبوع ولا يحق له الاعتراض بعدها. الملك لايتدخل إلا في الأمور المتعلقة بالضرائب والقرارات الكبيرة المؤثرة أما قوانين الزواج والميراث فتركت لأهل المجالس والمعبد.
كانت عقوبة القاتل هي الإعدام بالسيف، فلم يعرفوا غيرها ولا توجد دلائل مكتشفة على استعمالهم وسائل أخرى كالرجم والصلب وغيرها من وسائل الإعدام. لم تحدد قيمة الديات، إلا أن نصا سبئيا يعود للقرن الثامن ق.م أمر قبيلة أحد المجرمين بدفع مئتان (لايعرف ماهي هاتان المائتان بالضبط) لخزينة المعبد لقاء دم مقتول من طبقة «آدم» وهي طبقة دنيا. ويلاحظ أن عقوبة القتل لم تطبق على القاتل لإنه من طبقة مرموقة أما المقتول فكان من صغار الناس والمساكين فاكتفى الكهنة بتغريم أهل المجرم. منعت القوانين أصحاب الحق من ذوي المقتول أخذ حقهم بأياديهم بل تفرض عليهم عقوبات إذا ما قاموا بذلك. أما عقوبة الثورة والخروج على حكم الملك فهي القتل، والقرار النهائي والأخير ليس بيد القاضي بل بيد رأس الدولة فوردت نصوص عن عفو يصدره الملوك اتجاه الآخرين. ومما يدل على الطبيعة الكهنوتية لنظام الحكم، هو اشتراط الملك أن يقدم المعفو عنه قربانا في المعبد وأن يسأل الآلهة أن يغفروا له تعديه على الملك. فاعتبر الخروج على الحاكم خروج على الآلهة نفسها. تم بناء السجون لإيداع المجرمين والثائرين، وكانت مبان محصنة ومسورة يشرف عليها الجنود. كان هناك عقوبات لا تستحق السجن مثل الذين يتهربون من دفع الضرائب وعقوبتهم خمسين جلدة في مكان عام. كانت التضحية بالبشر والفتيات (الوأد) رائجة لفترة في اليمن القديم ولكن أُكتشفت كتابة سبئية تقر قانوناً يمنع وأد البنات.

## الفن

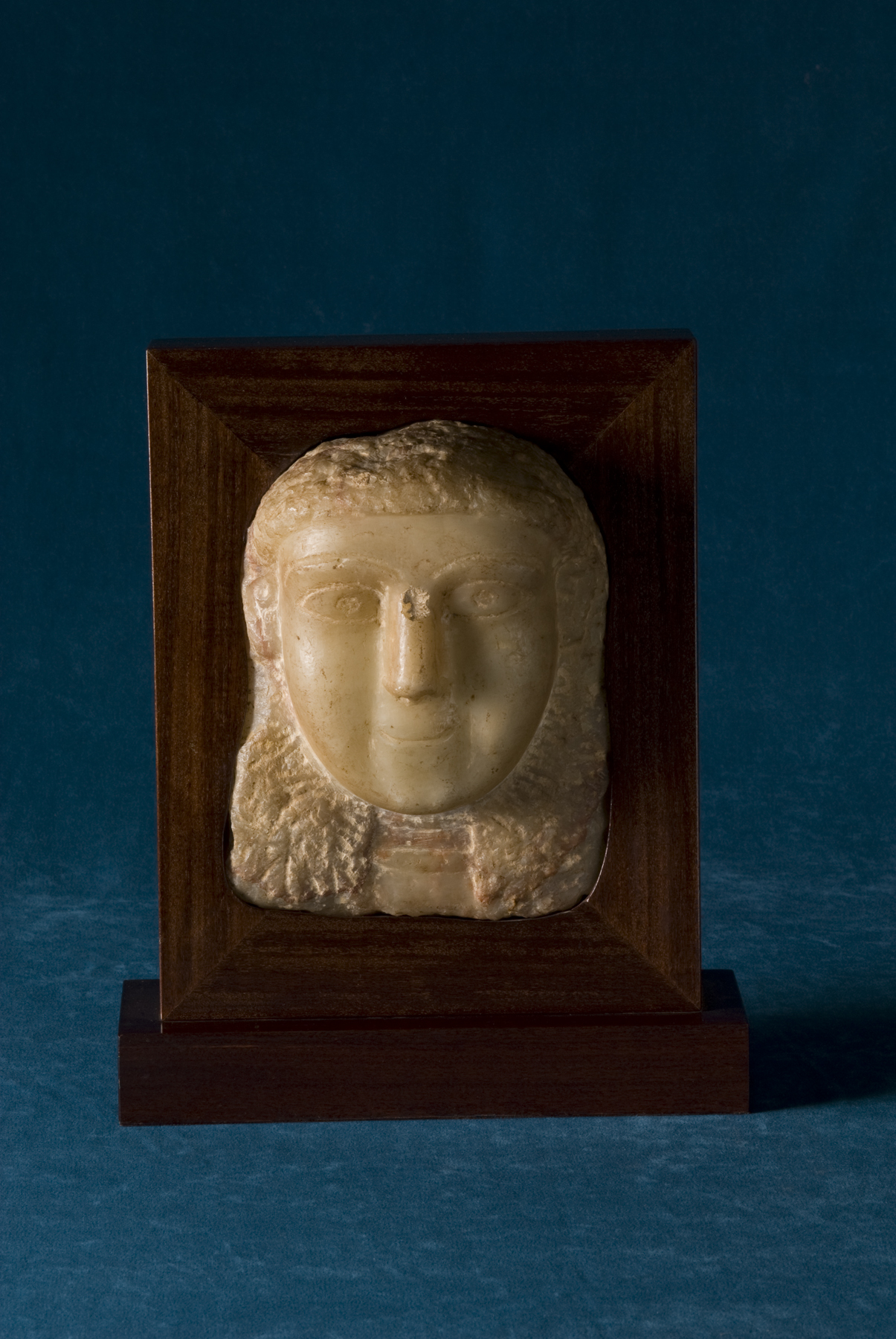
مجسم رأس لامرأة يعود للقرن الثالث ق.م. مثل هذه المجسمات كان يوضع على شواهد القبور.

بدأ الفن اليمني مع نشوء الحضارات في الألفية الثانية ق.م وكان إلى غاية القرن الخامس ق.م نقيا من أية عوامل خارجية حتى بدأ التأثير اليوناني يظهر جليا على طريقة الصناع والنحاتين. الفنون اليمنية ليست بتعقيد اليونانية والرومانية التي تحرص على إبراز جمال الأجسام وكمالها، وهو ما لم يظهر في العربية الجنوبية؛ فقلل المؤرخ جواد علي من التأثير اليوناني المزعوم. هناك أعمال تتشابه مع تلك اليونانية لكن غالب الأعمال هي انعكاس لثقافة يمنية بحتة والتأثيرات الخارجية تحدث لكل الأمم. استخدم البلاستيك بالإضافة إلى البرونز والذهب والمرمر والرخام كثيرا. كانت المشكلة التي تواجه النحاتين هو عدم قدرتهم على إبراز ملامح الإنسان بشكل واضح وبالطبع اختلفت الأعمال باختلاف الفنان، فنجد أعمالاً دقيقة مصورة لكهنة وأناس من الطبقات الثرية وبعض الأعمال لمزارعين ونحاتين بسطاء لم تكن بنفس الجودة.
الأعمال المصنوعة من البرونز والرخام والمرمر أكثر دقة وواقعية من النقود؛ إذ فشل النحاتون في إظهار صورة الملوك جيدا على العملات، لذلك تجد كثيرا من العملات هي نسخ حرفي لعملات يونانية ورومانية مع استبدال الحروف في العملة بحروف عربية جنوبية. لا توجد أعداد كثيرة لتماثيل كبيرة مصورة لبشر ويعتقد أن للإسلام سبب في ذلك بسبب اعتباره لمثل هذه التماثيل أصناما. عدد كبير من التماثيل الكبيرة مكسور وغير واضح المعالم باستثناء ما بقي مطمورا تحت الأرض واكتشف حديثا فلم تصل إليه أيدي العابثين. فقد كان ينظر محطمو هذه الآثار القديمة التي تحكي تاريخ أجدادهم على أنها لقوم كفار مغضوب عليهم وبالفعل الكثير من الآثار المكتشفة في اليمن مكسور عمداً. واستخدمت الأحجار لنحت الأسرة والكراسي والذهب والفضة وآنية الأكل والشرب.
حرص اليمنيون على إقحام رموزهم الدينية في المصنوعات فزينوا المباخر والمصابيح التي تضاء بالزيت بصور لوعول وثيران. واستطاع الباحثون استنباط بعض جوانب الحياة اليومية لليمنيين من المنحوتات المصورة للناس، وكونوا فكرة عن اللباس الذي كانوا يرتدونه وهو لا يختلف كثيرا عما يرتديه اليمنيون اليوم. وعثر على نقوش مصورة لنمط الحياة لمختلف الطبقات منها نقوش لنساء ثريات وهي كثيرة، ومنها نقوش لتصوير احتفالات وتصوير لنساء راقصات وآلات موسيقية ومقاتلين ومزارعين وكل طبقات المجتمع من المكرب إلى «الآدم». وتكمن أهمية هذه الأعمال في تصوير وضع الحياة في اليمن.

### العمارة

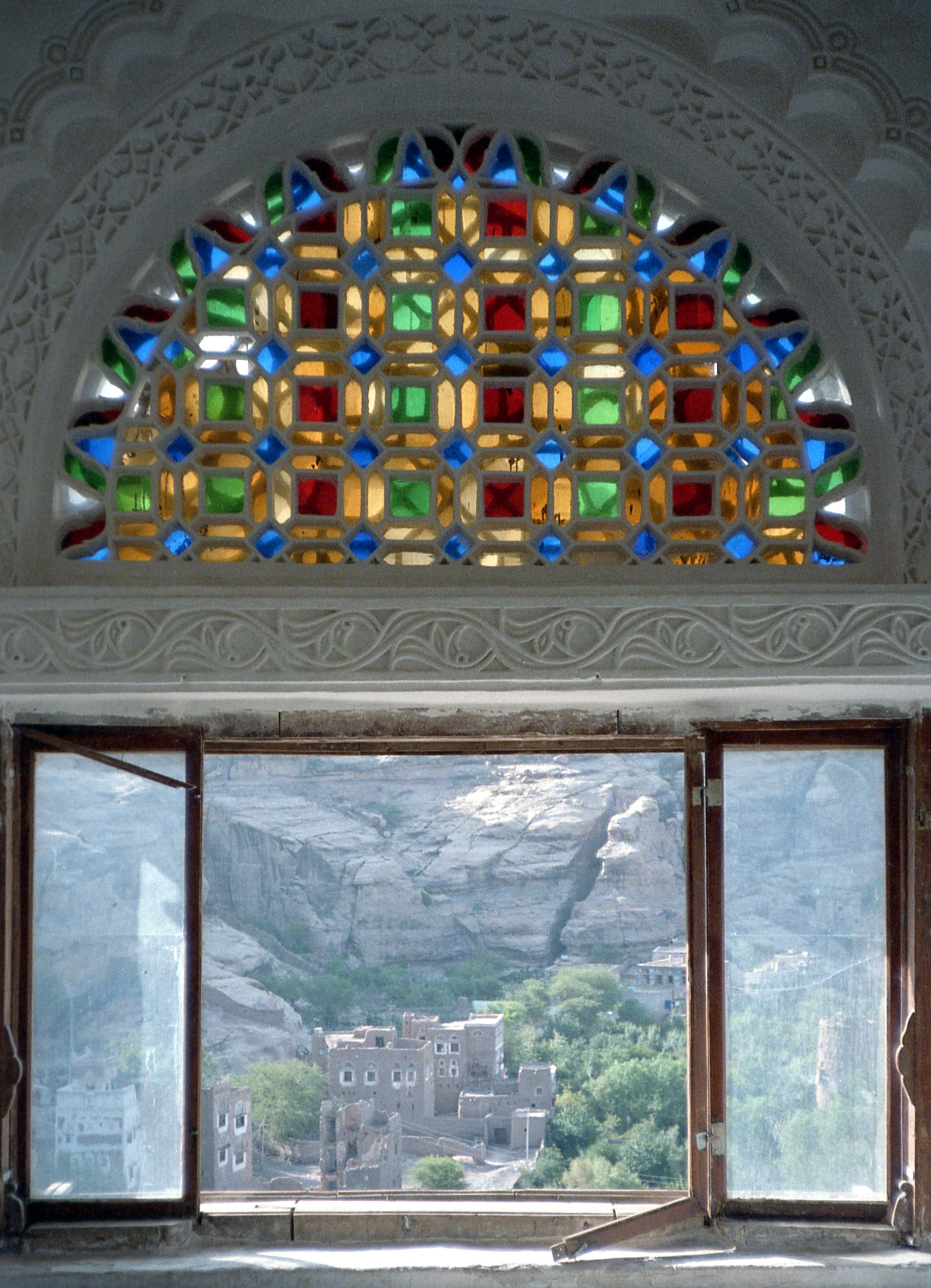
"التخريم" أو "مولجم" في نصوص خط المسند، فن معماري قديم لا يزال يشاهد في البيوت اليمنية التقليدية

كان اليمنيون بنائين، ومرد ذلك أنهم أهل حاضرة ومساكنهم ثابتة مستقرة، حتى الأعراب وأهل الوبر منهم كان لديهم منازل تصنع من الديباج؛ ليست بتعقيد وثبات المدن، إلا أنها ليست خياما. وكانت اللغة المستخدمة ثرية بمصطلحات وألفاظ البناء. كانت الحجارة المادة الأساسية لبناء البيوت في اليمن القديم، باستثناء المناطق الساحلية حيث استخدم البناءون الطوب. ومن فحص المواقع الأثرية القديمة ووصوف بعض أهل الأخبار مثل الهمداني لمعالم وقصور قديمة في اليمن كانت لا زالت باقية على أيامه، يتضح أن الطراز المعماري في اليمن القديم لا يختلف كثيرا عما هو باد اليوم في صنعاء القديمة، وكثير من المباني القديمة هدمت وأخذت حجارتها لبناء بيوت جديدة عبر عصور مختلفة. كانت هناك عادة في اليمن وهي نقش اسم البناء أو مالك المبنى مع ذكر اسم الإله تيمنا به في شاهد يوضع أمام البيت أو المعبد ومن هذه الكتابات أخذ الباحثون جل معرفتهم بتاريخ اليمن القديم.
تحفر الحفر على حسب طول البناء المراد بناؤه، وتوضع الصخور والطين والأسفلت وتخلط بالماء وتترك إلى أن تجف، ثم تبنى الجدران القوية باستخدام مادة النورة. يطلى الجدار الخارجي للمنزل بينما يزين الداخلي بنقوش غالبا ماتكون لحيوانات كالوعول والثيران. وتتكون المباني من ثلاث إلى خمسة طوابق في الغالب وكان هناك استثناءات لقصور الملوك، ويشار إلى السلالم التي تقود إلى الطوابق العليا بلفظة «علوه» في اللغة القديمة. أما السقف فهو «ظلل» و«مسقف» ويبنى بنفس الأدوات التي تستخدم لبناء الجدران. وبنيت النوافذ وكانت تصنع من الزجاج الملون بعدة ألوان مختلفة لإضاءة المنازل، ولا تزال هذه العادة موجودة إلى اليوم وتسمى باللغة القديمة «مصبح». ويطلق على البناء العالي المرتفع كلمة «صرحن» (الصرح) باللغة القديمة. أما الأبراج والقلاع والحصون فعرفت باسم «محفدن» (المحفد) في نقوش خط المسند وتبنى باستخدام حجر البلق القديم وتحوط بخنادق عادة وهي أشبه بثكنات عسكرية ليتحصن بها الجنود. كثير من البيوت في صنعاء تعود إلى فترة التاريخ القديم بدلالة وجود كتابات بخط المسند منقوشة على الجدران العليا للبيوت، إما أن البيوت تعود للتاريخ القديم أو أن حجارة المباني القديمة أُستخدمت لبناء بيوت جديدة.

## الجيش
يشار إلى الجنود بلفظة «أسد» في نصوص المسند وتضاف عبارات مثل «أسدم ملكن» ويقصد بها القوات النظامية التابعة للملك؛ إذ كان الأقيال يستعملون قواتهم الخاصة فتضاف العبارة لتمييز جنود الدولة عن غيرهم من المقاتلين والمرتزقة الذين يعملون للطبقات الثرية. كانت القوات مخصصة ومدربة على قتال الأعراب تحديداً كونهم الأقرب إلى اليمن، فتعلم اليمنيون كيفية قتالهم فلم تكن جيوش اليمن جيوشا توسعية بل هدفها الرئيسي هو تأمين الطريق التجارية. ويستدل على الطبيعة الدفاعية للجيوش كثرة النصوص الواردة عن تسوير المدن التي تغلق أبوابها ليلاً ويسهر على مراقبتها جنود على الأبراج أو المحافد. وهدف بناء هذه الأسوار والأبواب هو منع دخول أو خروج أي أحد دون دراية الجنود، يشار إلى الحصون بلفظة «تمنع» عند السبئيين و«مصنعت» (مصنعة) عند الحميريين. أما حراس الأبراج فيطلق عليهم «مسجة» بلغة السبئيين أو «مسكت» وتعني الماسك. الكتائب الصغيرة ذات النظام العشري، يطلق عليها لفظة «منسرة» في اللغة القديمة وهي قوات مدربة على تعقب الأعراب في الصحراء، فكل «منسرة» لا تقل عن خمسة مقاتلين ولا تتجاوز المئة، ومرد ذلك مقاتلة الأعراب بطريقتهم في الكر والفر والغزو على دفعات لإيهام العدو أن مددهم لا ينقطع.
أستعمل السبئيون الخيول ويشار إلى راكبها بلفظة «فرس» (فارس) أما المقاتل على ظهور الجمال فيقال له «ركب» (راكب). وكانت لديهم آلات ودبابات ولكنهم لم يستعملوها ضد الأعراب بل لقتال الممالك الأخرى أو لشن حملات عسكرية أو «برث» بلغة المسند ضد ممالك أخرى منظمة. وقد تكون هذه القوات مجموعة من الفلول تعرف باسم «أحزب» (عصابات) مهمتها إشغال العدو من عدة جهات فيتفرق الجيش المعادي ويسهل على الغزاة اختراقه. واستعمل الجنود الحواجز لإعاقة تقدم الأعداء وحصارهم في المضايق ثم مهاجمتهم بالسهام من الأعالي. يقود الملوك جيوشهم أحيانا كما كان من كرب إيل وتر وشمر يهرعش، ولكن غالباً ما توكل مهمة قيادة الجيش إلى شخص برتبة «مقتوى» أو «قاسد» وهي رتب عسكرية لقادة الجيش أو الكتائب. ويشار إلى النصر بكلمة «شرح» في اللغة القديمة. وكانوا يستعملون أدلاء يشار إليهم بلفظة «دليل» وجمعهم «دلول»، مهمتهم جمع المعلومات عن الطريق الموصلة لمواقع الأعداء. ويقال لقائد مقدمة الجيش «قدم» (مقدم).
علم الباحثين بوجود قوات بحرية ضئيل، ويستبعد أنه كان للحميريين أساطيل قوية، أغلب الظن أنهم استطاعوا التوغل في أفريقيا عن طريق قوارب صغيرة تحمل المقاتلين، فالمسافة بين باب المندب وأفريقيا ليست بعيدة. الملاحظ في تركيبة الجيش هو اعتماده على التجميع، لم تكتشف دلائل أن هناك تدريبات نظامية أو قوات مستعدة للقتال في أي لحظة كانت. شكل وجود المرتزقة والقوات التابعة لأقيال وزعماء القبائل ما يشبه قوى الضغط على الحكومة. لم يهتم الملوك بإنشاء قوات مدربة لموقع اليمن الجغرافي فلم تكن هناك حاجة لليمنيين بالتوجه شمالاً والاقتتال مع ممالك أخرى. السيطرة على سواحل أفريقيا المجاورة أو مناطق في الصحراء العربية لم تكن بحاجة إلى جهد كبير منهم. فاكتفى الملوك بجمع القبائل والمرتزقة والعبيد لإخماد الثورات أو الاقتتال مع ممالك مجاورة للسيطرة على الطريق التجارية.

## سرقة وتدمير الآثار اليمنية
الكثير من الآثار اليمنية القديمة يتعرض للتهريب ويباع في مزادات علنية حول العالم بل وعلى شبكة الإنترنت. كثير من المواقع الأثرية لا تشرف عليها أية حراسة، بل إن البعثات الأثرية نفسها لا تستطيع أن تقوم بعملها بسبب الاضطرابات القبلية وعدم إدراك اليمنيين بشكل عام لأهمية وقيمة هذه الآثار، بالكاد يجازف لصوص الآثار للحصول على مطامعهم. القبور السبئية المنحوتة على الجبال والتي تحوي آثارا بالغة الأهمية، معرضة للسرقة والإهمال وسط غياب تام لأجهزة الأمن للحفاظ على هذه الآثار وتوفير بيئة آمنة لدراستها. اليمن يمر بظروف صعبة، مما يجعل مسألة حماية الآثار تبدو وكأنها ثانوية. لكن المحافظة على هذه الآثار يساعد على رسم صورة واضحة للمستقبل والأهم أنه يحفظ التاريخ من محاولات التزوير والتشويه التي قد تصيبه.
منذ تصاعد الحرب الأهلية في مارس 2015، تعرضت الكثير من المواقع الأثرية لليمن القديم للتدمير نتيجة للقصف الجوي السعودي. إلى غاية نوفمبر 2015، تم تدمير 23 موقعاً أثرياً على الأقل، وفقا لرويترز، «سكان» قالوا بأن الحوثيين استخدموا عدد من المواقع لتخزين الأسلحة. غير أنَّ الأمم المتحدة حذرت جميع الأطراف من توريط المواقع التاريخية في الحرب.
وقالت إيرينا بوكوفا، أمين عام منظمة اليونسكو أن الهجمات على هذه المواقع تحرم اليمنيين من ثقافتهم التي هي جزء أصيل من هويتهم، مصدر استيفاء ومدخر ثمين للإصلاح والتنمية المستقبلية.